# Cane Corso

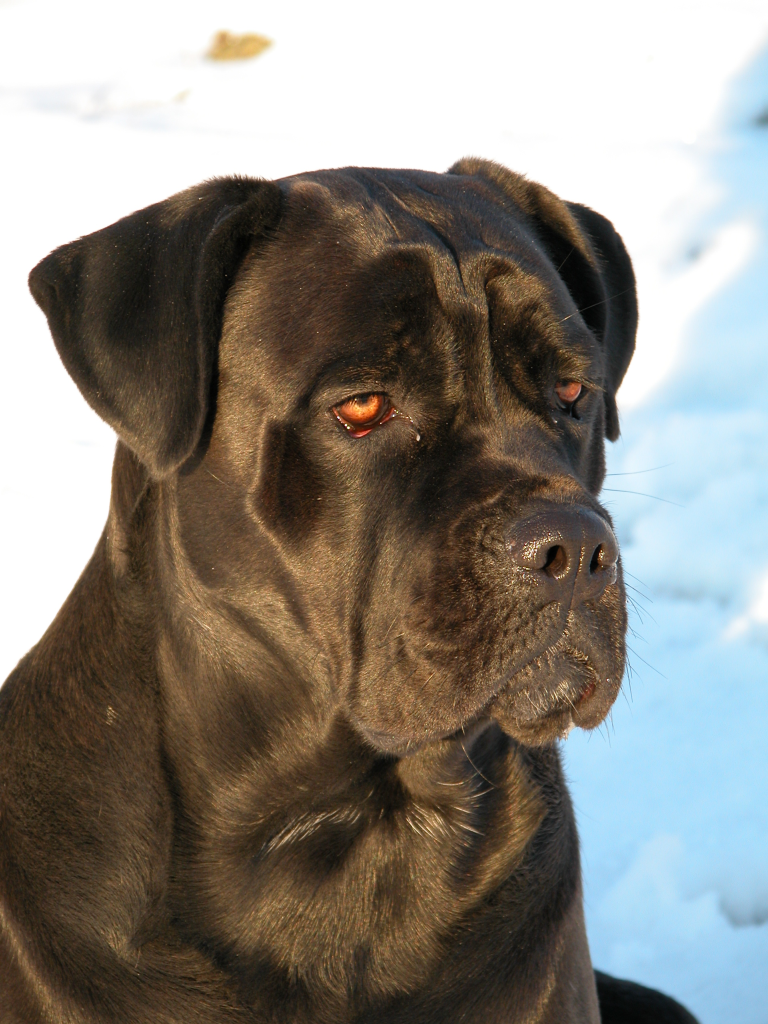
Cane corso

El cane Corso és un gos de talla mitjana a gran, fortament construït, robust però elegant, amb músculs potents i extensos, molt distingit, expressa força, agilitat i resistència. La conformació general és la d'un mesomorf el tronc és més llarg que alt; harmònic pel que fa a la grandària i inharmònic pel que fa als perfils.

## Aspecte
El cane Corso és un gos robust, musculós, fort i amb unes extremitats potents. Té un cap pla, ampla i quadrada amb un stop molt marcat. Les orelles són triangulars, amples a la base i penjants. En els països on està permès, s'acostumen a retallar en forma de triangle equilàter. La cua, d'implantació alta, s'amputa a la quarta vèrtebra. Té un pèl curt i molt atapeït que pot ser de color negre, gris, comú, vermellós o tigrat.

## Característiques
- Alçada a la creu: entre 64 i 68 cm en els mascles i entre 60 i 64 cm en les femelles
- Pes: entre 45 i 50 kg en els mascles i entre 40 i 45 kg en les femelles
- Capa: negra, gris plom, gris pissarra, lleonada clara, lleonada fosca, tigrada o vermella cervato
- Pelatge: curt, brillant i molt dens
- Mitjana de vida: uns deu anys
- Caràcter: equilibrat, valent i alerta
- Relació amb els nens: bona
- Relació amb altres gossos: dominant
- Aptituds: gos de guarda i de defensa
- Necessitats de l'espai: de preferència un jardí
- Alimentació del Cane Corso: uns 700 g. diaris d'aliment complet sec
- Arranjament: nul
- Cost manteniment: elevat

## Classificació
- Classificació general: Races de gossos grans
- Classificació segons la AKC: Miscel·lani
- Classificació segons la FCI: Grup 2: Gossos tipus Pinscher i Schnauzer Molosoides i gossos tipus muntanya i bouers suïssos> Molosoides

## Origen
El cane Corso descendeix directament del Canis Pugnax, un gos existent en l'Antiga Roma. Forts, resistents i dissuasius, aquests gossos es van utilitzar en les guerres com a animals de baralla. Els primers registres de la raça daten del segle xvi, època en la qual els italians van emprar aquesta raça per caçar senglars i per guardar granges i corrals.

## Comportament
El Corso Italià és valent, intrèpid, tenaç, orgullós i equilibrat. Amb els amos i els nens de la casa es mostra dòcil, afectuós fidel i protector. Està alerta davant qualsevol situació estranya, es mostra bastant desconfiat amb els desconeguts. És molt intel·ligent i segur de si mateix. Si l'entrenament és l'adequat, aprèn amb facilitat.

## Cures específiques i Salut
El Corso Italià és un gos enèrgic que necessita tenir espai per campar al seu aire, l'ideal és que pugui gaudir d'un jardí. De tota manera, és recomanable que l'amo ho tregui cada dia a passejar perquè es mantingui sa, ja sigui física com mentalment.
Perquè el Corso sigui un bon company, cal que des del principi l'amo es mostri ferm i autoritari davant el caràcter una mica dominant del gos. Ha d'aprendre des de cadell a diferenciar el que està bé i el que està malament.
Causa de la seva grandària, el Cane Corso pot veure afectat per la temuda displàsia de maluc o per la displàsia de colze. També pot tenir problemes d'entropi, ectropi i hiperplàsia vaginal en les femelles.